# Cseje
Cseje (románul: Ceie) falu Maros megyében, Erdélyben. Közigazgatásilag Makfalva községhez tartozik.

## Fekvése
A Kis-Küküllőmentén található, a Cseje-patakánál, Marosvásárhelytől kb. 40 km-re keletre, Maros megye keleti határán.